# Взятие Парижа (1436)
Взятие Парижа в апреле 1436 года — военная операция франко-бургундских войск в ходе заключительного этапа Столетней войны.

## Кампания 1435 года
После неудачной осады Парижа Жанной д’Арк и нескольких лет военных действий, шедших с переменным успехом в Иль-де-Франсе и на границе с Нормандией, войска Карла VII весной 1435 года, накануне подписания Аррасского мира, вновь перешли в наступление. Коннетабль де Ришмон был назначен наместником на землях между Сеной и Йонной. 9 мая Сентрай и Ла Гир разбили при Жерберуа в Бовези англичан графа Арундела, а Орлеанский бастард 1 июня занял Сен-Дени, создав непосредственную угрозу Парижу.
Оставив в городе командовать маршала де Рошфора, бастард отправился к королю просить подкреплений. Было решено предпринять диверсию в направлении Нормандии. Войско Орлеанского бастарда и герцога Алансонского в начале сентября выступило к Вернёю, а после неудачного штурма предводители разделились, и бастард двинулся к берегам Сены, надеясь прервать английские коммуникации. 24 сентября он штурмом овладел Пон-де-Мёланом.
Тем временем Рошфор был осаждён в Сен-Дени армией Скейлза, Толбота и Уиллоуби и бургундцами маршала Франции и губернатора Парижа Вилье де Лиль-Адана. Ко времени этой осады уже было известно о скором подписании франко-бургундского договора, поэтому пикардийские части испросили у английских капитанов отпуск, чтобы не участвовать в военных действиях против будущих союзников.
Коннетабль де Ришмон 22 сентября покинул Аррас, чтобы оказать помощь Сен-Дени, но не успел это сделать, так как голод вынудил защитников согласиться со сдачей города, если они не получат помощи в течение трёх недель, и срок этого соглашения истёк 24 сентября.
Узнав в Санлисе о капитуляции Сен-Дени, Ришмон продолжил наступление, но, подойдя к городу и оценив позицию противника и его силы, счёл атаку слишком рискованной. Оставив часть войск в окрестностях Парижа, он отступил в Бовези.
Нормандская кампания началась успешно для французов, захвативших Дьеп, Вернёй и почти всю землю Ко, но затем Толбот и лорд Бомонт перешли в контрнаступление и вернули большую часть утраченных позиций, в том числе Пон-де-Мёлан.

## Кампания 1436 года
Потерпев неудачу в Нормандии, Карл VII решил предпринять наступление в Иль-де-Франсе. Коннетабль вызвался лично руководить операциями в регионе, тогда как Ла Гир и Сентрай должны были отвлекать силы противника в Нормандии, а герцог Алансонский и сеньоры де Лоеак и де Бёй — на бретонской границе в Котантене.
Повстанцы земли Ко были перебиты англичанами 29 января перед Кодебеком, где попал в плен лейтенант Ришмона Жиль де Сен-Симон, а Ла Гир был разбит Скейлзом под Руаном, но восстание в Котантене успешно развивалось, а 20 февраля, благодаря восстанию жителей, призвавших на помощь Вилье де Лиль-Адана, французы взяли Понтуаз, что позволило прервать коммуникации столицы с Нормандией. Наступая с востока, королевские войска в январе-марте последовательно взяли Сен-Жермен-ан-Ле, Бри-Конт-Робер, Шарантон и Венсенский замок, овладели крепостью Корбей и вышли на подступы к Парижу, замкнув кольцо блокады.

## Положение в Париже
Время для нападения на город было самым благоприятным, так как парижане, страдавшие от нехватки продовольствия, в этот момент ненавидели англичан как никогда ранее. С середины января в городском дворце постоянно заседала комиссия, составленная из купеческого прево Юга Лекока, двух членов Парламента, двух — Большого совета, и такого же количества от Счётной палаты и Шатле, и пытавшаяся найти средства для исправления ситуации.
Спешно призванный на помощь канцлер Луи де Люксембург под угрозой самых суровых наказаний заставлял горожан приносить присягу на верность Генриху VI. Текст этой клятвы был получен в столице 15 марта, но ещё 18 февраля для сведения жителей был опубликован ответ Филиппа Бургундского на запрос Большого совета, имевший целью показать населению, что ему нечего рассчитывать на герцога. Эти меры не принесли результата, так как парижане не хотели приносить присягу и знали о том, что герцог Бургундский перешёл на сторону французского короля. В городе началась подготовка к восстанию, сигналом для которого должно было стать появление под стенами Парижа французских войск.

## Начало экспедиции
29 января Карл VII назначил Шарля Анжуйского губернатором столицы. 28 февраля от имени короля в Пуатье и от имени герцога Бургундского в Брюгге были опубликованы грамоты об амнистии для Парижа и всех городов, которые пожелают вернуться под руку короля.
Коннетабль, вернувшийся после окружения Парижа в Пуатье, был 8 марта назначен генеральным наместником Иль-де-Франса, Нормандии, Шампани и Бри, с поручением руководить операцией по взятию столицы вместе с бургундскими войсками. Если верить старинной биографии Артюра де Ришмона, на проведение экспедиции скаредный король выделил ему всего 1000 франков, а грансеньоры, которые должны были его сопровождать, в том числе герцог де Бурбон, граф де Вандом, канцлер, покинули его и вернулись ко двору.
Автор биографии сообщает, как факт, без намерения нанести оскорбление двору:

Король и его ближайшие советники не имели большого желания носить оружие и лично вести войну. И поэтому, сеньоры его крови остались по эту сторону Сены, герцоги Алансонский, Бурбонский и мессир Шарль Анжуйский, с легкостью предоставив усердствовать в войне за Сеной графу де Ришмону и простым капитанам величайшего мужества и доброй воли.— Cosneau E. Le connétable de Richemont, p. 243
Отправляясь в экспедицию, Ришмон имел всего 60 копий, но в Ланьи, куда он прибыл 1 апреля, в Вербное воскресенье, он нашёл многочисленные компании Жана Фуко и Маэ Морийона. Гарнизонам Шампани и Бри, и другим частям был направлен приказ собраться у Понтуаза, куда сам главнокомандующий прибыл во вторник на святой неделе. Маршал Вилье де Лиль-Адан и другие бургундские капитаны, занимавшие Понтуаз — сеньоры де Варамбон, де Тернан, де Лален — вышли к нему навстречу, а Орлеанский бастард привёл войска из Боса. Собрав от пяти до шести тысяч воинов, коннетабль смог приступить к действиям.

## Бои на подступах к городу
Гарнизон Парижа был усилен частями, приведёнными из Англии Томасом де Бомонтом. Англичане попытались предупредить французское нападение и в пасхальный вторник 10 апреля в большом количестве выступили из города, разграбили Сен-Дени, который в то время, возможно, был занят каким-то французским отрядом, причём пострадал не только город, но и аббатство. Говорили, что один английский солдат вырвал золоченую чашу из рук священника прямо по окончании причастия.
В тот же день фурьеры коннетабля с Фуко, Морийоном, Ле-Буржуа и отрядом из 300 человек подошли к Сен-Дени, чтобы приготовить там квартиры для армии. Английские дозорные подняли тревогу, и люди Бомонта открыли интенсивную стрельбу. Французов было не более 700—800 человек, и Ле-Буржуа отправил вестника к коннетаблю за помощью. Ришмон выслал сира де Ростренана и Вилье де Лиль-Адана. Те заявили, что не могут нанести вреда противнику из-за неудобства позиции, и что у англичан 10 000 человек. «Все равно наступайте, — ответил коннетабль, согласно биографии, — чтобы завязать перестрелку; Бог нам поможет». Тернан отказывался наступать, пока его войскам не выплатят жалование, и Ришмону пришлось дать обязательство на сумму в 1000 экю.
Упорный бой произошёл у Эпине, в стороне от Сен-Дени. Англичане прикрылись ручьём, на котором удерживали мостик. Эта позиция несколько раз переходила из рук в руки, и в результате Вилье де Лиль-Адан был отброшен, но затем продвинувшиеся вперёд англичане увидели приближение основных сил коннетабля. Они бросились обратно, чтобы укрепиться за ручьём и защитить мост, но французы и бургундцы смяли их стремительной конной атакой и обратили в бегство. Три или четыре сотни были убиты, и большое число взято в плен, включая командира Томаса де Бомонта, которого схватил Жан де Ронивенан. Часть беглецов укрылась в Сен-Дени, в башне Салют, а остальные бежали в Париж, преследуемые до самых стен города, где некоторое их число настигли и убили у самого рва. У коннетабля не было достаточных сил для немедленного нападения на город, поэтому бургундцы после успешного окончания дела вернулись в Понтуаз, а Ришмон расположился в Сен-Дени, где осадил башню Салют, послав в Венсенский лес разыскать две бомбарды, чтобы проделать брешь.

## Наступление на Париж
В ночь среды Ришмон получил из Парижа сообщение о том, что к антианглийскому выступлению все готово, и когда армия подойдёт к городу со стороны Сен-Марселя, ей откроют ворота. Операция была назначена на утро пятницы. Оставив в Сен-Дени своего лейтенанта сира де Ла-Сюза со всеми рутьерами и приказом довести осаду до конца, Ришмон в великий четверг отправился в Понтуаз к бургундцам. Оттуда он послал Маэ Морийона и своего брата Жоффруа с 400 пехотинцами, чтобы устроить засаду в деревне Нотр-Дам-де-Шан, затем продвинуться до Пуасси, чтобы перейти Сену и соединиться с частями Орлеанского бастарда.
Стянув все свои силы, Ришмон выступил из Пуасси вечером в четверг 12 апреля, чтобы после ночного марша подойти к стенам Парижа с первыми лучами солнца.

## Парижское восстание
В Париже уже три месяца шла агитация за французского короля, и влиятельные буржуа составили заговор против англичан во главе с советником Счётной палаты и официалом на английской службе Мишелем де Лайе. Другими руководителями были брат Мишеля адвокат Парламента Жан де Лайе, Пьер де Ланкра, Тома Пигаш, Никола де Лувье, Жак де Бержьер, Жан де Лафонтен, и другие. Для усыпления бдительности оккупантов они 15 марта принесли Луи де Люксембургу требуемую присягу, и Ришмон, чтобы избавить заговорщиков от опасений, направил им королевские грамоты об амнистии. Участники комплота рассчитывали на то, что парижане, неизменно державшие сторону герцога Бургундского, поддержат выступление, зная, что освобождать город вместе с французами идут и бургундские войска во главе с Вилье де Лиль-Аданом, прежним капитаном Лувра и губернатором Парижа.
Маршал де Лиль-Адан, захвативший столицу в 1418 году, а затем оборонявший её от войск Жанны д’Арк, знал слабое место обороны города — отсутствие кругового пути с внутренней стороны стен, что делало невозможной быструю переброску войск на угрожаемые участки. Чтобы направить солдат от одних ворот к другим, требовалось пройти через центр города, где было всего четыре моста через Сену, которые с утра до вечера были заполнены народом. Не имя возможности оборонять разом все пятнадцать парижских городских ворот, оккупанты замуровывали от восьми до двенадцати, в зависимости от обстоятельств. Четверо ворот действовали почти всегда — Сен-Дени, Сент-Оноре, Сент-Антуан и Сен-Жак.
Утром 13-го заговорщики вышли на улицы, призывая горожан к оружию. Восстание мгновенно распространилось по городу, жители которого нацепили на себя белые французские кресты или красные бургундские кресты святого Андрея. Улицы перегородили цепями, чтобы ещё больше затруднить гарнизону возможности для манёвра. Англичане, в которых со всех сторон из окон летели стрелы, камни, поленья, не знали, куда бежать — подавлять ли им это внутреннее возмущение, или оборонять стены от угрозы извне.
Лайе предпринял ловкую диверсию, захватив ворота Сен-Дени, чтобы создать впечатление, будто французы готовят атаку с этой стороны, и оттянуть на себя основные силы гарнизона. Центральный рынок стал другим центром сопротивления. Когда англичане были стянуты на правый берег, кварталы и ворота левобережья оказались без защиты солдат гарнизона.
Пока канцлер Луи де Люксембург, губернатор Парижа, безуспешно атаковал ворота Сен-Дени, а Уиллоуби штурмовал рынок, коннетабль соединился с пехотинцами, сидевшими в засаде в Нотр-Дам-де-Шан. Храня молчание, войска продолжали продвигаться к городу, а несколько факельщиков были посланы к Шартрё и воротам Сен-Мишель, чтобы узнать, что делать дальше. Те увидели на стене человека, махавшего им шапкой. Коннетабль подошёл к воротам Сен-Мишель, но горожанин крикнул ему: «Идите к другим воротам, эти не откроются, вам надо к рынку». Ришмон двинулся к воротам Сен-Жак, сопровождаемый Вилье де Лиль-Аданом, нёсшим королевское знамя.

## Взятие города
К семи часам утра восставшие взяли ворота под контроль, но согласились пропустить коннетабля за барбакан только после подтверждения амнистии. Через ров была переброшена доска, по которой перебралось несколько пехотинцев, затем взобравшихся на стены с двух сторон от ворот, и начавших разбивать звенья цепей подвесного моста. Лиль-Адан, шедший с ними, первым водрузил французское знамя на стену Парижа. Когда мост рухнул, коннетабль на коне вступил в город. В это же время лодки с десантом прибыли в Париж по Сене, и англичане, боясь, что им отрежут отступление, вместе со своими парижскими сторонниками укрылись в Сент-Антуанской бастилии.
Ришмон медленно спускался по улице Сен-Жак, приветствуемый толпами народа. У моста Нотр-Дам он под колокольный звон и радостные крики толпы был встречен Мишелем де Лайе, державшим королевское знамя. Продвинувшись до Гревской площади, коннетабль узнал, что англичане заперлись в Бастилии. Она была окружена со стороны города и извне. Ришмон постарался не допустить беспорядков: рутьеры были предусмотрительно оставлены в Сен-Дени, а в столице было разрешено разграбить только дома англичан и тех, кто вместе с ними укрылся в Бастилии. Эти меры успокоили сторонников бургундцев, опасавшихся повторения ужасов арманьякского террора, а совместное шествие коннетабля, Лиль-Адана и Орлеанского бастарда по улице Сен-Жак показало населению, что гражданская война окончена.
В тот же день на сторону короля перешли Маркусси, Шеврёз, Монлери и мост Сен-Клу, благодаря парижанам, проведшим переговоры с тамошними жителями.
Главный дворцовый распорядитель Ришмона Пьер дю Пан, оставленный с войсками в Сен-Дени, прибыл в Париж с сообщением, что осаждённые англичане готовы сдаться при условии сохранения жизни. Ришмон согласился, но когда дю Пан вернулся в Сен-Дени, выяснилось, что рутьеры, узнав о взятии столицы, бросили осаду и помчались к Парижу, надеясь взять там большую добычу, чем воспользовались англичане, которыми командовал сир де Бришанто, племянник парижского прево Симона Морье. Выйдя из башни, они пытались спастись бегством, но местные крестьяне бросились за ними в погоню и частью перебили. Рутьеры, подойдя к Парижу, и обнаружив, что ворота заперты по приказу коннетабля, в ярости устремились вслед за англичанами и перерезали их до последнего человека.
13 апреля прево Парижа на место Симона Морье был назначен Филипп де Тернан, а на следующий день Мишель де Лайе стал купеческим прево. На торжественной мессе в соборе Парижской Богоматери присутствовали коннетабль, Орлеанский бастард, Вилье де Лиль-Адан, сиры де Тернан и де Лален.

## Сдача Бастилии
В Бастилии находилось около 500 человек, в том числе Луи де Люксембург и Пьер Кошон. Лорд Уиллоуби, командовавший гарнизоном, был храбрым солдатом, но недостаток продовольствия не позволял выдержать осаду. Англичане предложили очистить крепость, если им позволят увезти своё имущество.
На военном совете у коннетабля мнения разделились. Одни предлагали дождаться, пока голод не заставит осаждённых капитулировать без всяких условий, тем более, что за некоторых из них можно было получить хороший выкуп. Другие указывали на то, что проанглийская партия в городе ещё довольно сильна, и может попытаться оказать помощь осаждённым. Решающим фактором оказалась нехватка денег для выплаты солдатам, что заставило Ришмона отказаться от продолжения осады. Условия капитуляции были подписаны с Люксембургом 15 апреля, а через два дня англичане их французские сторонники под насмешки толпы покинули Бастилию, и по Сене отправились в Руан. Другие известные пособники оккупантов были изгнаны из Парижа по приказу коннетабля, но позднее король разрешил им вернуться.

## Итоги
22 апреля, по решению капитула Нотр-Дам, состоялась большая процессия, чтобы вознести благодарность Господу за вступление коннетабля в Париж. Она продолжалась не менее четырёх часов, несмотря на непрерывный дождь. Затем в течение трёх столетий, до 1735 года, изгнание англичан отмечалось как национальная победа. Ежегодно в апреле купеческий прево, эшевены, члены Парламента участвовали в торжественной мессе и процессии.
Освобождение Парижа не привело к быстрому улучшению экономического положения столицы, пришедшей в упадок при англичанах. В первые годы французской власти население продолжало сокращаться. В центре города пустовала каждая вторая лавка. Французская блокада сменилась английской, когда войска Толбота в январе 1437 вновь захватили Иври, 13 февраля — Понтуаз, а в апреле взяли Монтаржи. В самом Париже был раскрыт заговор, участники которого собирались открыть ворота Толботу, как до этого Ришмону. Осенью французы перешли в контрнаступление и штурмом взяли Немур и Монтеро.
12 ноября 1437 Мишель де Лайе поднёс Карлу VII в Сен-Дени ключи от города, после чего король вступил в свою столицу. Он пробыл там всего три недели, обложил Париж большим налогом, и посещение города монархом оставило у населения неприятные впечатления. Военные действия шли неблагоприятно для французов: в июле 1438 коннетабль не решился атаковать Понтуаз, а осенью англичане захватили Сен-Жермен-ан-Ле. Изнурительные кампании в Иль-де-Франсе и Верхней Нормандии продолжались несколько лет. В 1440 году Ришмону удалось взять Мо, что облегчило доставку продовольствия в Париж, а в декабре был отбит Сен-Жермен-ан-Ле. В следующем году королевские войска перешли в наступление. В мае был взят Крей, в июне Бомон-ле-Роже, а 19 сентября после трёх месяцев осады сдался Понтуаз, в результате чего Париж был деблокирован, а Иль-де-Франс полностью перешёл под власть французского короля.